# Кыргызско-российский славянский университет имени Бориса Ельцина
Кыргызско-российский славянский университет имени Б. Н. Ельцина — высшее учебное заведение совместного подчинения Кыргызской Республики и Российской Федерации. Университет находится в столице Кыргызской Республики — Бишкеке. Входит в Ассоциацию российских университетов.

## История
Кыргызско-российский славянский университет открыт в 1993 году в соответствии с Договором о дружбе, сотрудничестве и взаимной помощи между Кыргызской Республикой и Российской Федерацией (г. Москва, 10.06.92 г.), Указом президента Кыргызской Республики (г. Бишкек, 28.09.92г.) и соглашением между правительствами Кыргызской Республики и Российской Федерации об условиях учреждения и деятельности Кыргызско-российского славянского университета (г. Бишкек, 09.09.1993 г.), Постановлением Правительства Российской Федерации (г. Москва, № 149 от 23.02.1994 г.), приказом № 326—128/1 от 14.02.1994 г. председателя Госкомитета Российской Федерации по высшему образованию и приказом министра образования и науки Кыргызской Республики.
Первые 200 студентов ступили на порог университета в 1993 году. В 1997 году состоялись первые защиты выпускных бакалаврских работ, ещё через год, в 1998 году, первые защиты дипломных работ.
В 2004 году указом президента Кыргызской Республики университету было присвоено имя первого президента Российской Федерации Б. Н. Ельцина как знак особой благодарности и уважения к большому личному вкладу в создание Кыргызско-российского славянского университета. КРСУ поддерживает контакты с Фондом Ельцина, который оказывает значительную финансовую поддержку в виде именных стипендий 50 лучшим студентам, помогает в оснащении университета современным учебным оборудованием.
В сентябре 2008 года в дни празднования 15-летия Кыргызско-российского славянского университета в фойе главного корпуса был установлен и торжественно открыт бронзовый бюст Б. Н. Ельцина.

## Международное сотрудничество
Университет является членом:
- Ассоциации славянских университетов
- Ассоциации азиатских университетов
- Международной академии наук высшей школы,
- Международной академии информатизации,
- Ассоциации школ международных отношений СНГ,
- Международной ассоциации преподавателей русского языка и литературы;
- Ассоциации российско-национальных славянских университетов на пространстве СНГ;
- Сетевого университета стран ШОС;
- Сетевого университета СНГ.

Международное сотрудничество осуществляется на основе Стратегии развития КРСУ, которое основано на качественном увеличении двусторонних и многосторонних международных связей, образовательных проектов относящихся к числу приоритетных задач университета.
Основные партнеры:
- МГУ имени М.В. Ломоносова;
- РУДН имени Патриса Лумумбы;
- МГИМО (У) МИД России;
- МГТУ им. Н.Э. Баумана;
- РГГУ;
- НИУ Высшая школа экономики;
- Санкт-Петербургский политехнический университет Петра Великого;
- Уральский федеральный университет имени первого президента России Б.Н. Ельцина;
- Новосибирский государственный технический университет;
- Сибирский федеральный университет;
- Алтайский государственный университет;
- Национальный исследовательский Томский политехнический университет;
- Университет HEI (Hautes Etudes D’ingenieur), Франция;
- Силезский университет в Катовицах, Польша;
- Гданьский Университет, Польша;
- Силезский университет в Катовице, Польша;
- Университет Сассекса, Великобритания;
- Университет Кордоба, Испания;
- Университет Гранада, Испания;
- Университет Иватэ, Япония;
- Международный университет имени Аль-Мустафы, Иран;
- Университет Хитит, Турция;
- Университет Башкент, Турция.

## Рейтинги
В 2014 году агентство «Эксперт РА» включило вуз в список лучших учебных заведений СНГ, где ему был присвоен рейтинговый класс «D».
В 2017 году в рейтинге международного ранжирования университетов (по данным Webometrics Ranking of World Universities) КРСУ занял первое место среди вузов Кыргызстана.

## Награды
- Орден «Достук» (30 августа 2017 года, Кыргызстан) — за особый вклад в развитие социально-экономического, духовного и интеллектуального потенциала Кыргызской Республики[4]. Вручён премьер-министром Кыргызстана Сапаром Исаковым ректору университета Владимиру Нифадьеву[5][6].
- Благодарность Президента Российской Федерации (29 июня 2018 года, Россия) — за большой вклад в сохранение и развитие русского языка и культуры в Киргизской Республике и регионе Центральной Азии[7].
- Благодарность Президента Российской Федерации (5 сентября 2003 года, Россия) — за большой вклад в развитие российско-киргизского сотрудничества в сфере образования[8].

## Структура
Университет располагает 14 учебными корпусами, имеет 43 лаборатории, библиотеку и 7 читальных залов. Руководство КРСУ состоит из ректората, учёного совета и попечительского совета. Ректор — д. т. н., профессор, академик Национальной академии наук Кыргызстана, академик Международной академии информатизации и Международной академии наук высшей школы Владимир Иванович Нифадьев.

### Факультеты
В университете функционируют 8 факультетов, 80 кафедр, 6 научно-исследовательских институтов, 15 научных и образовательных центров, 4 проблемных лаборатории, юридическая клиника, медицинский центр, 25 студий эстетического воспитания студентов.
- Естественно-технический факультет
- Экономический факультет
- Юридический факультет
- Гуманитарный факультет
- Факультет международных отношений
- Медицинский факультет
- Факультет архитектуры, дизайна и строительства
- Факультет заочного обучения

### Библиотека
Основой для создания библиотеки КРСУ послужила библиотека Дома офицеров, в здании которого располагается факультет международных отношений.

## Критика вуза
СМИ неоднократно публиковали информацию о коррупции в университете.